# Partis politiques aux États-Unis
Les partis politiques aux États-Unis comprennent majoritairement deux partis dominants. Apparus en 1850, ce sont le Parti démocrate et le Parti républicain. Ce système bipartite est basé sur les lois, les règles du parti et de la coutume. Nombreux partis mineurs ont apparu et disparu et gagnent parfois des postes mineurs à l'échelle nationale ou locale. Les fonctions locales sont souvent sans parti. 

## Aperçu
La nécessité du soutien populaire sous forme d'une majorité dans la république, a conduit, dans les années 1790, à l'invention américaine des partis politiques électoraux. Cette idée de lier à travers les campagnes l'opinion populaire avec la politique du parti était complètement nouvelle. 
Les experts politiques et historiens définissent l'histoire bipartite des États-Unis par cinq époques majeures. Le premier système bipartite comprenait le Parti fédéraliste, qui soutenait l'adoption de la Constitution, et du Parti démocrate-républicain ou du parti anti-administration (anti-fédéralistes), qui s'opposait à un gouvernement central puissant établi à travers la Constitution qui prit effet en 1789. 
Le système de partis politiques moderne comprend le Parti démocrate et le Parti républicain. Plusieurs partis indépendants ont également une place dans le système américain et élisent parfois quelqu'un pour un bureau local. Le plus parti indépendant depuis les années 1980 a été le Parti libertarien. 
En dehors du Parti de Constitution, du Parti vert et du Parti libertarien, il existe de nombreux autres partis politiques qui reçoivent seulement peu de soutien et n'apparaissent sur le bulletin de vote seulement dans quelques États. 
Certains candidats politiques et de nombreux électeurs ne choisissent aucune affiliation à un parti politique particulier. Dans certains États, les indépendants ne sont pas autorisés à voter aux élections primaires, mais dans d'autres, ils peuvent voter à toutes celles de leur choix. Bien que le terme « indépendant » soit souvent utilisé en tant que synonyme de « modéré », « centriste » ou « électeur dynamique » afin de désigner un homme politique ou un électeur qui porte une opinion libérale ou conservatrice, la majorité des électeurs dits indépendants décident de soutenir l'un ou l'autre des deux grands partis d'après Vox Media.

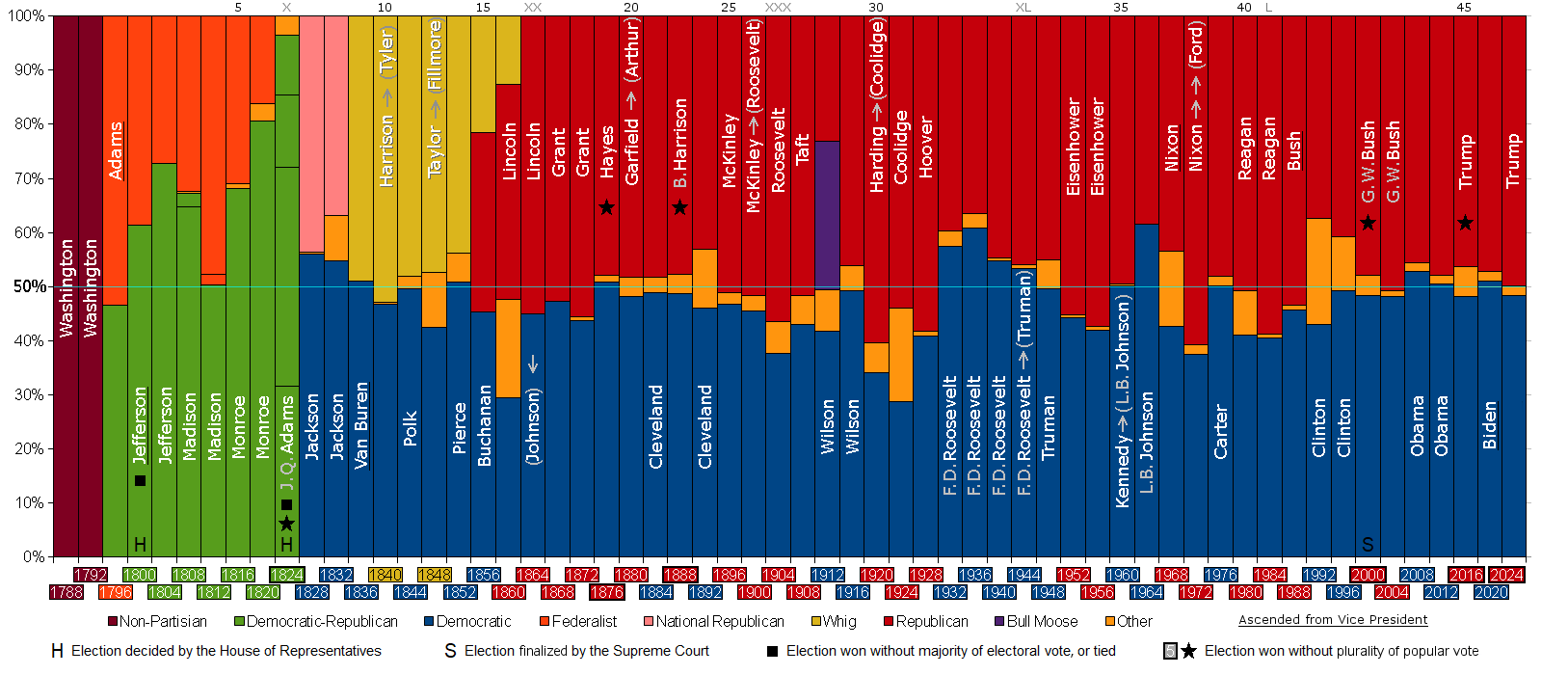
Votes populaires pour les partis politiques lors des élections présidentielles.

Les partis politiques dérivés. La ligne pointillée signifie non officiel.